# Paks
Paks je mesto na Madžarskem, ki upravno spada pod podregijo Paksi Županije Tolna.
Tu se nahaja edina madžarska jedrska elektrarna: Jedrska elektrarna Paks (madžarsko Paksi Atomerőmű) in Stadion PSE (5.000 mest), sedež Paksi SE.